# Hauido
Hauido (hangul 하의도) är en 14,46 km² stor ö i Gula havet som tillhör landskommunen Sinan-gun i provinsen Sydjeolla i södra Sydkorea. Ön utgör socknen Haui-myeon (hangul 하의면) och hade 2 060 invånare i slutet av 2009. Hauido är den sydkoreanska nobelpristagaren och presidenten Kim Dae-jungs hemö.